# Celtic International
O Celtic International foi uma competição de golfe no circuito europeu da PGA em 1984. Foi disputada na Galway Golf Club, em Salthill, Galway, Irlanda e foi vencida pelo escocês Gordon Brand Jnr com um total de 272 (–8) pontos.

## Campeão
| Ano  | Campeão          | País    | Pontuação | Par | Margem de vitória | Vice-campeões                                |
| ---- | ---------------- | ------- | --------- | --- | ----------------- | -------------------------------------------- |
| 1984 | Gordon Brand Jnr | Escócia | 272       | −8  | 3 tacadas         | Ian Baker-Finch Vicente Fernández Sandy Lyle |